# 비렌드라
비렌드라 비르 비크람 샤 데브(네팔어: वीरेन्द्र वीर विक्रम शाह, 1945년 12월 28일 ~ 2001년 6월 1일)는 제10대 네팔의 국왕이다.

## 생애
마헨드라의 장남으로 나라얀히티 왕궁에서 태어났다. 5살에 생모 인드라와 사별하였으며, 1955년에 왕세자로 책봉되었다.
영국으로 유학한 이후 1964년에 이튼스쿨을 졸업하였고, 1967년부터 1년 동안 하버드 대학에서 수학하기도 했다.

## 재위
1972년 1월 31일에 네팔 국왕으로 즉위하였는데 네팔의 교육에 큰 관심을 가지고 노력한 왕으로 평가받고 있다. 즉위 직후인 1973년에 인도와 중국을 방문하였으며, 1975년에 정식으로 대관식을 거행하였다.
1980년대에 민주화 운동이 확산되자, 국민투표를 거쳐 1990년에 입헌군주제를 실시하고 실질적 권좌에서는 물러났다. 평소에 인기가 많은 편이었으나, 2001년 6월 1일에 발생한 네팔 왕실 대학살 사건 당시 나라얀히티 왕궁에서 디펜드라 왕자의 총에 맞아 사망하였다.
그가 사망한 지 7년 만에 네팔 왕정은 몰락하고 공화제가 출범하였다.

## 한국과의 인연
1973년 8월에 최규하 외교담당특별보좌관이 비렌드라 국왕을 예방하였다. 이외에도 한국과 네팔 간에 특사가 오간 적이 있다.

## 가족
- 왕비 : 아이슈와리야(1949년 ~ 2001년) - 1970년에 결혼하였고, 네팔 왕실 대학살 때 사망.
  - 왕자 : 디펜드라(1971년 ~ 2001년) - 제11대 네팔 국왕이자, 네팔 왕실 대학살 때 사망.
  - 공주 : 슈르티(1976년 ~ 2001년) - 네팔 왕실 대학살 때 사망.
    - 외손녀 : 기르바니
    - 외손녀 : 수랑가나

  - 왕자 : 니라잔(1977년 ~2001년) - 네팔 왕실 대학살 때 사망.

현재까지 남아 있는 비렌드라 국왕의 후손은 슈르티 공주의 두 딸 기르바니(1998년 출생)와 수랑가나(2000년 출생) 뿐이다.